# Wilhelm Kuhnert

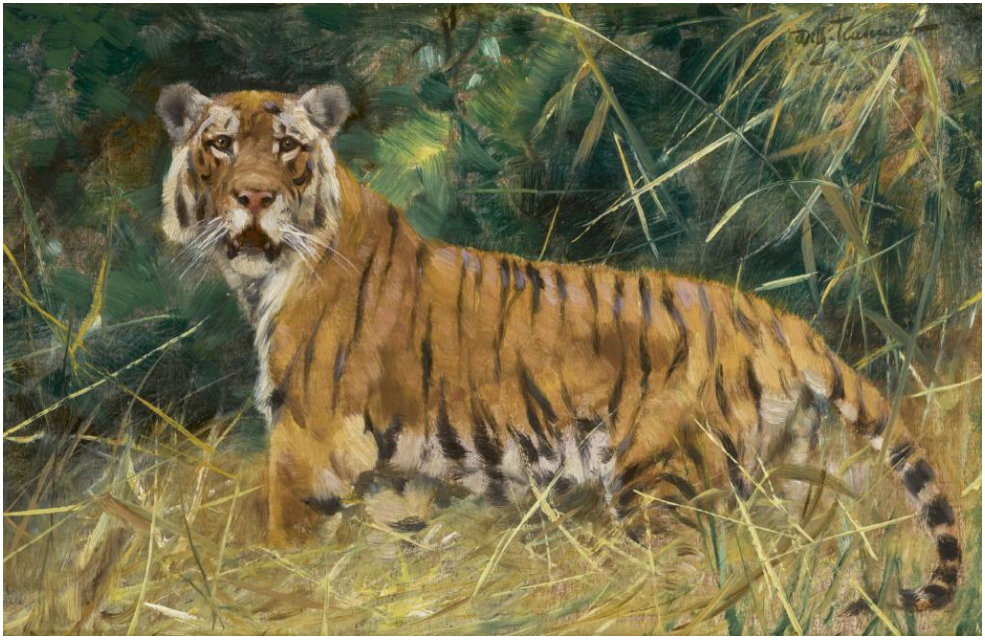
Tygrys. Obraz W. Kuhnerta

Friedrich Wilhelm Kuhnert (ur. 16 września 1865 w Opolu, zm. 11 lutego 1926 we Flims) – niemiecki malarz i ilustrator, specjalizujący się w przedstawianiu zwierząt, podróżnik.
Jako nastolatek, w roku 1882, przyjechał do Berlina, gdzie pomimo braku wykształcenia plastycznego, utrzymywał się ze sprzedaży drobnych obrazów swego autorstwa. Dzięki wygraniu konkursu na stypendium do berlińskiej akademii sztuk pięknych studiował tam od 1883 do 1887. Wówczas zaczął się specjalizować w rysowaniu i malowaniu zwierząt u wykładowców tej akademii Paula Meyerheima oraz Richarda Friesego. Początkowo modele do swoich dzieł uzyskiwał odwiedzając Zoo w Berlinie, jednak w latach 1891–1892 odbył wyprawę do kolonii Niemiec w Afryce Wschodniej, gdzie obserwował i rysował miejscową faunę. W 1905–1906 przedsięwziął kolejną podróż do Afryki, odwiedzając pod koniec także wyspę Cejlon i Indie. Jego ostatnią wyprawą afrykańską był pobyt w 1911 w Egipcie i Sudanie. W 1916 pojechał do Puszczy Białowieskiej i portretował m.in. żubry. Pochowany na Südwestkirchhof Stahnsdorf w Berlinie.
Jest autorem ok. 6,5 tys. prac plastycznych, z tego zachowało się ok. 2,5 tys. Obrazy wystawiał m.in. na Wielkiej Berlińskiej Wystawie Sztuki (1893) i w londyńskiej Fine Art Society. Był ilustratorem publikacji Wilhelma Haacke Tierleben der Erde (1901), wykonał część ilustracji do Brehms Tierleben autorstwa Alfreda Brehma.
Jego dzieła znajdują się m.in. w Metropolitan Museum of Art, Rijksmuseum w Amsterdamie, Muzeum Izraela w Jerozolimie, Muzeum Zamkowym w Pszczynie, Muzeum Śląska Opolskiego w Opolu, Muzeum Porcelany w Wałbrzychu.

## Nagrody i upamiętnienie
Złoty medal na światowej wystawie w St. Louis w 1904.
W 2015 r. w berlińskiej Alte Nationalgalerie urządzono czasową wystawę dzieł W. Kuhnerta.